# محمد بشير الأمين
 محمد بشير إسماعيل الشيشاني والمعروف أيضًا باسم محمد بشير الأمين (1933–19 أغسطس 2023)، سياسي أردني شغل منصب أمين عمّان في الفترة (1991–1993). توسعت أمانة عمان الكبرى في عهده بالتخطيط للمدينة التي اتسعت اتساعاً هائلاً، ويعزى إلى البشير سقف العبارات في مخيم الحسين ووادي عبدون، وإنشاء طرق دائرية، كما توسع في إنشاء الحدائق، وعمل على تحسين نوعية الخدمة التي تقدمها الأمانة للمواطنين.

## نبده عن حياته
أصوله شيشانية، ويعتبر من أعيانهم في الأردن. ولد وعاش وترعرع في الأردن حيث ولد سنة 1933 في مدينة الزرقاء الأردنية. خدم وتدرج في عدة مناصب في الحكومة الأردنية. كان متزوجًا، وله من الأبناء اثنان ومن البنات اثنتان.

## الأوسمة
- وسام النهضة من الدرجة الأولى.
- وسام الاستقلال من الدرجة الأولى.
- وسام الأرز اللبناني من رئيس الجمهورية اللبنانية.

## الدورات التي حضرها
- التحق بالقوات المسلحة الأردنية ضابط مرشح سنة 1951.
- دورة أركان في كلية القيادة والأركان في الباكستان سنة 1961.
- دورة للدراسات الدفاعية في الكلية الملكية البريطانية سنة 1975.

## حياته العسكرية
التحق بالقوات المسلحة الأردنية بتاريخ 6 أيار 1951، ثم أرسل في دورة أركان إلى كلية القيادة والأركان في الباكستان عام 1961، وفي دورة للدراسات الدفاعية عام 1975 في الكلية الملكية البريطانية للدراسات الدفاعية.
تقلد المناصب والمهام التالية:
- تأسيس أول سرية مظللين عام 1963.
- تأسيس أول مديرية أمن عسكري في الجيش 25 أيار 1965.
- تسلم قيادة لواء المشاة الأميرة عالية في الفترة بين 1968-1969.
- تسلم مهمة مدير الاستخبارات العسكرية 1970-1971.
- تسلم قيادة الفرقة الأولى (مشاة) 1971-1974.
- عين مساعداً لرئيس الأركان للتخطيط والتنظيم والتطوير 1 كانون ثاني 1976.
- أحيل إلى التقاعد من القوات المسلحة في 2 آب 1976.
- رئيساً لمجلس إدارة ومدير عام مؤسسة المتقاعدين العسكريين 1982.

## المناصب المدنية
عُيّن وزيراً للزراعة عام 1984.
ثم شغل منصب أمين العاصمة عمّان (1991-1993).